# Tatort: Hanglage mit Aussicht
Hanglage mit Aussicht ist ein Fernsehfilm aus der Krimireihe Tatort. Es ist der dritte Fall des Luzerner Ermittlers Reto Flückiger (Stefan Gubser). Der vom SRF produzierte Beitrag wurde am 26. August 2012 erstgesendet. In dieser 840. Tatortepisode ermitteln Flückinger mit seiner Kollegin Ritchards (Delia Mayer) in einem Mordfall, bei dem ihnen klar wird, in welchem Geflecht aus politischen und wirtschaftlichen Interessen sie sich bewegen.

## Handlung
Am Schweizer Nationalfeiertag wird in den Bergen die Leiche von Benjamin Gross gefunden. Obwohl es so aussieht, als ob der schwerreiche Investor aus der Seilbahn gestürzt ist, bleiben Zweifel, dass dies ein Unfall war. Die Indizien sprechen dafür, dass Gross aus einer Seilbahn gestoßen wurde. Das Restaurant der Arnolds, zu dem die Seilbahn hinführt, hatte anlässlich des 1. August eine Feier veranstaltet, an der auch Benjamin Gross teilgenommen hatte. Die Ermittler untersuchen das Umfeld des Toten und treffen auf Regierungsrat Eugen Mattmann, der ebenfalls mit auf der Feier war. Er schildert einen Streit zwischen dem Bergbauern Rolf Arnold und Gross. Dabei ging es um ein Projekt, das Gross hier oben in den Bergen geplant hatte. So findet sich auf dem Rechner des Toten tatsächlich ein entsprechender Plan für ein großes Wellnesshotel in Hanglage mit Aussicht. Bauer Arnold hatte aber keinerlei Interesse sein Land zu verkaufen, obwohl er finanzielle Probleme hatte.
Benjamin Gross hatte eine Affäre mit der wesentlich jüngeren Claudia Arnold, der Tochter des Bauern. Das war Heiko Sievers, dem eifersüchtigen Ex-Geliebtem von Claudia, gar nicht recht und er verfasste einen Drohbrief gegen Gross, was ihn in Tatverdacht bringt. Aus Angst flüchtet er und taucht ab, aber da er ein zuverlässiges Alibi hat, wird gegen ihn nicht weiter ermittelt.
Flückiger und Ritschard recherchieren und finden heraus, dass Jonas Bättig von der Rütli-Bank für die Vergabe von Krediten an die Bauern zuständig ist. Er erfährt als erster, wer in finanziellen Schwierigkeiten steckt und macht ihnen dann ein Kaufangebot, bevor sie in Konkurs gehen müssen. Unter den Käufern trat jedes Mal Gross‘ Partner Louis Kälin auf und Bättig erhielt dafür eine wertangepasste Provision. Obwohl bei dem Arnold-Grundstück aufgrund der Landschaftsschutzgesetze kein großer Neubau hätte errichtet werden können, hatte Gross dies trotzdem vor. Mithilfe des Regierungsrats Eugen Mattmann hatte er bereits einen Antrag gestellt, die Wissifluh in eine Kur- und Sportzone umzuwandeln. Das bedeutet, dass nach einer Zonenplanänderung dieses Land eine beträchtliche Wertsteigerung erfahren würde. Den Gewinn hätten sich Gross und Bättig eingestrichen.
Ritschard hat inzwischen herausgefunden, dass in letzter Zeit einige ähnlich gelagerte Fälle von Landverkäufen von der Rütlibank getätigt wurden. Stets kurz vor dem drohenden Konkurs hat die Bank den Bauern ein Angebot gemacht und das Land gekauft. So war auch das Gelände der Wissifluh für solch ein Geschäft vorgesehen, aber Gross hatte in diesem Fall sein eigenes Projekt geplant. So führt die Spur zu dem Banker Jonas Bättig. Flückiger kann ihn gerade noch an der Flucht hindern und er gesteht, dass er seine lukrative Provision nicht verlieren wollte. Darum hat er Gross in der Seilbahn zur Rede stellen wollen, aber dann hat sich plötzlich die Tür geöffnet und Gross ist herausgefallen.

## Hintergrund
Die Dreharbeiten fanden vom 30. August 2011 bis 30. September 2011 in Luzern und Umgebung (u. a. auf der Wissifluh in Vitznau) statt.

## Rezeption

### Einschaltquoten
Die Erstausstrahlung von Hanglage mit Aussicht wurde in Deutschland insgesamt von 7,35 Millionen Zuschauern
gesehen und erreichte einen Marktanteil von 21,4 % für Das Erste; in der Gruppe der 14- bis 49-jährigen Zuschauer konnten 1,87 Millionen Zuschauer und ein Marktanteil von 13,2 % erreicht werden.
In Österreich wurden 664.000 Zuschauer und 24 % Marktanteil erzielt.

### Kritik
„Sanfter Qualitätsanstieg beim „Tatort“ aus der Schweiz. „Hanglage mit Aussicht“ zielt auf das Besondere der Alpenrepublik: Natur und Landschaft. Das Beste bleibt der eigenwillige Reto Flückiger und Darsteller Stefan Gubser. Zwar ist die Allein-gegen-alle-Dramaturgie in diesem Krimi höchst simpel gestrickt, dennoch: Flückigers Kampf mit den „Sesselpupsern“ könnte der Weg der Figur werden. Handwerklich hat dieser „Tatort“ noch etliche Schwächen!“

„Dialoge wie aus dem Fernsehmuseum, man kann sich alles in Schwarz-Weiß vorstellen.“